# Алтухов Олександр Сергійович
Олекса́ндр Сергі́йович Алту́хов — солдат Збройних сил України, учасник російсько-української війни.

## З життєпису
Гранатометник аеромобільно-десантного взводу аеромобільно-десантної роти аеромобільно-десантного батальйону, який в мирний час базується у Миколаївській області.

## Нагороди
31 жовтня 2014 року за особисту мужність і героїзм, виявлені у захисті державного суверенітету та територіальної цілісності України, вірність військовій присязі під час російсько-української війни, відзначений — нагороджений орденом «За мужність» III ступеня.